# 上杉朝方
上杉 朝方（うえすぎ ともかた）は、室町時代前期の守護大名。越後国守護。越後上杉家3代当主。

## 略歴
上杉房方の長男として誕生。応永28年（1421年）に父・房方が死去したため、跡を継いだ。この時期、室町幕府と4代鎌倉公方・足利持氏は一触即発であり、朝方は弟・憲実が関東管領である事から鎌倉派ではないかと疑われ、疑いを晴らすため、応永29年（1422年）6月に京の自邸で4代将軍・足利義持を歓待した。
しかし、父の後を追うように10月14日に急死した。子・房朝が次の守護になるはずだったが、弟・頼方が幼い房朝の後見人として守護を継承した。